# Tomislav Puljić
Tomislav Puljić (Zara, 21 marzo 1983) è un ex calciatore croato, di ruolo difensore.

## Palmarès

### Club

#### Competizioni nazionali
- Coppa del Liechtenstein: 2

Vaduz: 2017-2018, 2018-2019